# سان آنتونیو دل سور
سان آنتونیو دل سور (به اسپانیایی: San Antonio del Sur) یک منطقهٔ مسکونی در کوبا است که در استان گوانتانامو واقع شده‌است. سان آنتونیو دل سور ۵۸۵ کیلومتر مربع مساحت و ۲۶٬۵۰۹ نفر جمعیت دارد و ۵ متر بالاتر از سطح دریا واقع شده‌است.